# Lago Ambadi
Lago Ambadi (en inglés: Lake Ambadi) es un lago en el país africano de Sudán del Sur. Constituye uno de los mayores humedales del mundo, y es el hogar de un gran número de los pocos Rex Balceniceps. Se localiza en las coordenadas geográficas 08°42′00″N 29°19′00″E / 8.70000, 29.31667